# Konrad Plautz
Konrad Plautz (ur. 16 października 1964 w Navis) – austriacki sędzia piłkarski, międzynarodowy (licencja FIFA 1996). Kursy sędziowskie zdał w 1984, a w austriackiej Bundeslidze sędziuje od 1991. Prowadził mecz o Superpuchar Europy 2007. Został nominowany przez UEFA jako główny sędzia podczas Mistrzostw Europy w Piłce Nożnej 2008.
W 2000 znalazł się na liście 30 najlepszych sędziów ogłoszonej przez UEFA.